# حقل ليفياثان للغاز

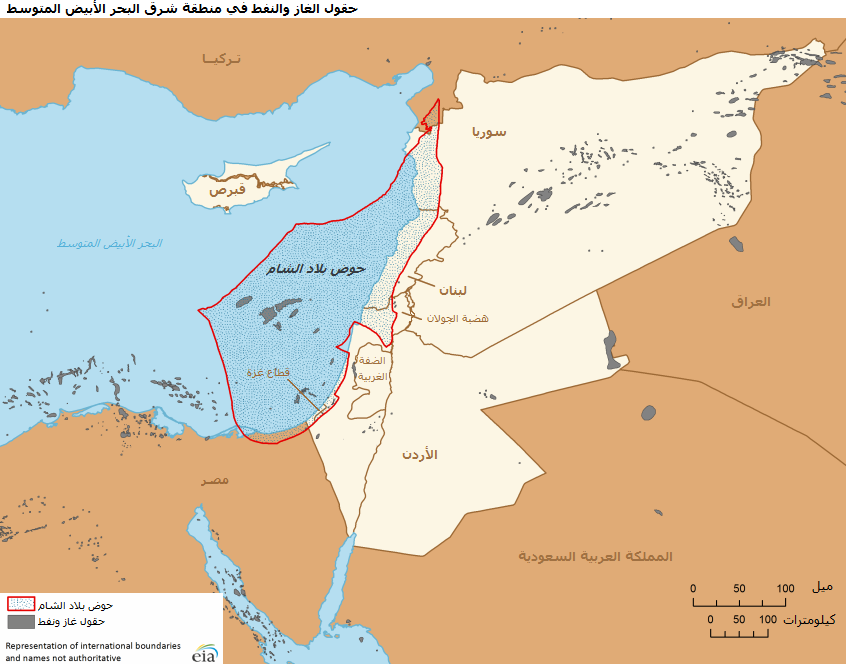

حقل ليڤياثان للغاز هو حقل غاز يقع في شرق بحر المتوسط، وتستخرج إسرائيل الغاز الطبيعي من هذا الحقل.
حسب تقرير من رويترز، يبعد الحقل حوالي 130 كيلومترا قبالة ميناء حيفا . إلا أن دراسة لنائل الشافعي تقول أن الحقل يبعد 190 كيلومترًا شمال دمياط، و235 كيلومترا من حيفا و180 كيلومترا من ميناء ليماسول القبرصى. وبذلك تعتبر ضمن المنطقة الاقتصادية الخالصة لمصر.[بحاجة لمصدر]
تقدر احتياطياته بنحو 18 تريليون قدم مكعبة (520 مليار متر مكعب).
تمتلك شركة «نوبل إينرجي» حصة 39.66% في حقل ليفياثان، بينما تملك شركتا «ديليك دريلينج» و«إفنر أويل إكسبلوريشين» نسبة 22.67% لكل منهما، وتمتلك شركة «راتيو أويل إكسبلوريشن» نسبة الـ15% المتبقية.